# Caste Heaven
Caste Heaven (jap. カーストヘヴン) ist eine Manga-Serie von Chise Ogawa, die von 2014 bis 2021 in Japan erschien. Der Boys Love wurde international auch als Heaven of School Caste bekannt.

## Inhalt
In einer Schule wird der Rang der Schüler durch ein Kastensystem bestimmt, das die Schüler selbst organisieren. Spielkarten geben an, wer oben steht und wer von den anderen gemobbt wird. Zu bestimmten Gelegenheiten werden die Karten neu vergeben und die Rollen neu verteilt. Wer dabei eine schlechte Karte erwischt oder die, die das Spiel an die Lehrer verraten oder nicht mitmachen wollen, werden von den anderen Schülern misshandelt. Yuya Azusa (梓 裕也) war lange Zeit der König in dieser Ordnung und hat diese Position ausgenutzt, um sich über die Regeln hinwegzusetzen – im Sport und beim Sex. Oft war Atsumu Kusakabe (日下部 鐘) Ziel von Azusas Mobbing. Kohei Karino (刈野 滉平) dagegen war Azusas treuer Untertan, der ihn unterstützt und ihn mit Mädchen versorgt. Doch dann kommt ein neues Kartenspiel an die Schule und Azusa wird vom Thron gestoßen. Er wird überfallen, vergewaltigt und erhält den niedrigsten Rang, während Karino König wird. Um nicht von den vielen Feinden, die er sich gemacht hat, weiterhin misshandelt zu werden, bittet Azusa Karino, ihn mit seiner neuen Macht zu schützen. Der bietet ihm Schutz an – aber nur wenn der frühere König sein Liebhaber wird und ihn um Sex anbettelt. Schließlich stimmt Azusa zu, da der neue Hofstaat auf Karinos Geheiß sonst droht, ihn fertigzumachen. Währenddessen ist auch Kusakabe aufgestiegen, ist jedoch nun von vielen falschen Freunden umgeben.

## Veröffentlichung
Der Manga erschien zunächst in Einzelkapiteln im Magazin Be×Boy bei Libre Publishing. Die Serie startete im März 2014 und wurde 2021 abgeschlossen. Der Verlag brachte die Kapitel ab Juni 2015 auch gesammelt in acht Bänden heraus. Im Februar 2016 erschien eine Kurzgeschichte zur Serie in der Anthologie Kuzu. Eine weitere erschien als Teil der Anthologie Mesuochi BL, in der Reihe X-BL von Libre, im Februar 2017. Zusätzlich veröffentlichte Ogawa einen Dōjinshi zu ihrer Serie auf der Comiket sowie auf der Online-Plattform Pixiv.
Eine deutsche Übersetzung des Mangas erschien von März 2016 bis November 2022 bei Tokyopop. Die Übersetzung stammt von Lasse Christian Christiansen. Eine englische Fassung erschien bei SuBLime, eine italienische bei J-Pop und eine chinesische bei Tong Li Publishing.

## Adaptionen
Zum Manga wurden drei Hörspiele auf CD veröffentlicht. Das erste kam am 26. Oktober 2016 heraus, mit Yuma Uchida als Azusa und Yūki Ono als Karino. Eine zweite CD folgte am 19. Juli 2017, mit Ayumu Murase als Atsumu und Takuya Satō als Kuze. Das dritte Hörspiel mit Junya Enoki in der Rolle von Tatsumi und Makoto Furukawa als Senzaki wurde am 30. Juli 2019 veröffentlicht.
Im April 2019 erschien in Japan außerdem eine Umsetzung des Mangas als Dating-Sim für iOS und Android. Das Spiel entstand bei 1080 Lab für die Plattform Ameba. An der Entwicklung war Chise Ogawa mit Designs und als Autorin beteiligt, die Stimmen wurden von den gleichen Sprechern wie in den Hörspielen geliehen.

## Rezeption
Mehrere Bände der Serie gelangten in Japan in die Manga-Verkaufscharts. Band 1 erreichte mit fast 16.000 Verkäufen Platz 40, Band 2 gelangte mit über 23.000 Verkäufen auf Platz 24, der dritte Band stand mit 17.000 verkauften Exemplaren auf Platz 37 und Band 4 verkaufte sich über 21.000 Mal und lag damit auf Platz 29. Bis 2020, als der sechste Band erschien, verkaufte die Serie in Japan insgesamt über 700.000 Bände.
Die AnimaniA nennt die Serie „einen der härtesten und am kontroversesten diskutierten Mangas von Shise Ogawa“ – nicht wegen der expliziten Sexdarstellungen, sondern wegen Mobbing und psychischer und physischer Gewalt in unangenehmem Ausmaß: „Wer ein gesundes Unrechtsbewusstsein besitzt, kann sich hier nur angewidert abwenden“. Dennoch finde die Serie ihr Publikum, dessen Voyeurismus angesprochen werde. Die Qualität der Zeichnungen läge im guten Mittelfeld.